# امیلیو الوارز (بازیکن فوتبال اسپانیایی)
امیلیو الوارز (اسپانیایی: Emilio Álvarez‎؛ زادهٔ ۱۹ اکتبر ۱۹۷۱) بازیکن فوتبال اهل اسپانیا است. وی مربی دروازه‌بان‌های باشگاه فوتبال پرسپولیس در لیگ برتر خلیج فارس است.
از باشگاه‌هایی که در آن بازی کرده است می‌توان به باشگاه فوتبال رئال مادرید اشاره کرد. وی سابقه مربی دروازه‌بان‌های باشگاه فوتبال منچستر یونایتد و تراکتور تبریز و پرسپولیس را نیز در کارنامه خود دارد.